# 松平斉省
松平 斉省（まつだいら なりさだ）は、江戸時代後期の武蔵国川越藩の世嗣。官位は従四位上・侍従、大蔵少輔、少将。

## 生涯
11代将軍・徳川家斉の二十五男として誕生。12代将軍・徳川家慶の異母弟。正室は松平直温娘・鉚、継室は池田斉政娘。
文政8年（1825年）、川越よりも実高の多い領地へ転封を画策していた川越藩主・松平斉典の養子となる。斉典には跡継ぎとなるべき男子があったが、それを抑えての養子縁組だった。
多額の借財を抱えていた藩財政を打開するため、斉典は大御所家斉の周辺に働きかけて国替えを画策した。幕閣のみならず、斉省の実母・お以登の方（本輪院）を通じて大奥にも工作し、出羽国庄内藩への転封を命ずる幕命を出すことに成功した。川越藩が庄内藩に転じ、庄内藩・酒井家は越後国長岡藩に、長岡藩・牧野家は川越藩に転封する三方領地替えと呼ばれる。しかし、思いがけず庄内領民の反対運動が起こり、大御所家斉と斉省が相次いで死去したため、幕命撤回という結末となり、転封は取り止めとなった。
斉省は世子として天保6年（1835年）に叙任したが、前述のように天保12年（1841年）に家督を継ぐことなく早世した。